# Европска свемирска агенција
Европска свемирска агенција (енгл. European Space Agency, фр. Agence spatiale européenne), скраћено ESA/ASE, међувладина је организација основана 1975. године и посвећена истраживању свемира. Са 25 држава чланица и седиштем у Паризу (Француска), ESA у свету има више од 2.000 запослених (не рачунајући подизвођаче и националне свемирске агенције) и годишњи буџет од 5¾ милијарди евра (2017).
Свемирски програм Европске свемирске агенције укључује летове са људском посадом (углавном учешћем у програму Међународне свемирске станице), лансирања и вођство истраживања без људске посаде на друге планете и Месец, посматрање Земље, дизајнирање ракета-носача и одржавање великих космодрома као што је примарни космодром ESA — Космодром Куру у Француској Гвајани. Главна европска ракета-носач Аријана 5 контролише се путем Аријанаспејса, тако да ESA једним делом учествује у финансирању трошкова лансирања и даљег развоја летелице (програм развоја следеће ракете — Аријана 6).
Одељења Европске свемирске агенције укључују следећих пет центара за истраживање:
- Европски свемирски истраживачки и технолошки центар (енгл. European Space Research and Technology Centre, ESTEC) у Нордвејку (Јужна Холандија, Холандија) — главни технолошки центар
- Европски свемирски истраживачки институт (енгл. European Space Research Institute, ESRIN) у Фраскатију (Рим, Италија) — истраживачки центар за обраду података добијених посматрањем Земље
- Европски свемирски операциони центар (енгл. European Space Operations Centre, ESOC) у Дармштат (Хесен, Немачка) — главни контролни центар за мисије
- Европски астронаутски центар (енгл. European Astronaut Centre, EAC) у Келну (Северна Рајна-Вестфалија, Немачка) — центар за обуку астронаута за будуће мисије
- Европски свемирски астрономски центар (енгл. European Space Astronomy Centre, ESAC) у Виљанови де ла Канади (Покрајина Мадрид, Шпанија) — контролни центри; астрономска истраживања, архиве

## Историја

### Оснивање
После Другог светског рата, многи европски научници су напустили Западну Европу да би сарађивали са Сједињеним Државама. Иако је процват 1950-их омогућио западноевропским земљама да улажу у истраживања, а посебно у активности везане за свемир, западноевропски научници су схватили да искључиво национални пројекти неће моћи да се такмиче са две главне суперсиле. Године 1958, само неколико месеци након шока Спутњика, Едоардо Амалди (Италија) и Пјер Оже (Француска), два истакнута члана западноевропске научне заједнице, састали су се да разговарају о оснивању заједничке западноевропске свемирске агенције. Састанку су присуствовали научни представници из осам земаља.
Западноевропске нације одлучиле су да имају две агенције: једну која се бави развојем система за лансирање, ELDO (Европска организација за развој лансера), а другу претечу Европске свемирске агенције, ESRO (Европска организација за истраживање свемира). Потоња је основана 20. марта 1964. споразумом потписаним 14. јуна 1962. Од 1968. до 1972. ESRO је лансирао седам истраживачких сателита, али ELDO није био у могућности да испоручи ракету-носач. Обе агенције су се бориле са недостатком финансирања и различитим интересима својих учесника.
ESA у свом садашњем облику је основана Конвенцијом ESA 1975. године, када је ESRO спојен са ELDO. ESA је имала десет земаља оснивача: Белгију, Данску, Француску, Западну Немачку, Италију, Холандију, Шпанију, Шведску, Швајцарску и Уједињено Краљевство. Оне су потписале Конвенцију ESA 1975. и депоновале инструменте ратификације до 1980. године, када је конвенција ступила на снагу. Током овог периода агенција је функционисала по де факто моду. ESA је покренула своју прву велику научну мисију 1975. године, Кос-Б, свемирску сонду која надгледа емисије гама зрака у свемиру, на којој је први радио ESRO.

### Касније активности
ESA је сарађивала са NASA на Међународном ултраљубичастом експлореру (IUE), првом светском телескопу високе орбите, који је лансиран 1978. године и успешно је радио 18 година. Уследило је неколико успешних пројеката око Земљине орбите, а 1986. године ESA је започела Ђото, своју прву мисију у дубоком свемиру, за проучавање комета Хејли и Григ-Скјелеруп. Хипаркос, мисија за мапирање звезда, покренута је 1989. године, а 1990-их SOHO, Јулисис и свемирски телескоп Хабл су заједно спроведени са Насом. Касније научне мисије у сарадњи са Насом укључују свемирску сонду Касини-Хајгенс, којој је ESA допринела изградњом Тајтановог модула за слетање Хајгенс.
Као наследник ELDO, ESA је такође конструисала ракете за пренос научног и комерцијалног терета. Аријана 1, лансирана 1979. године, носила је углавном комерцијални терет у орбиту од 1984. надаље. Следеће две верзије ракете Аријана биле су међуфазе у развоју напреднијег система за лансирање, Аријана 4, који је радио између 1988. и 2003. године и успоставио ESA као светског лидера у комерцијалним лансирањима у свемир 1990-их. Иако је наследница Аријана 5 доживела неуспех на свом првом лету, од тада се чврсто успоставила на веома конкурентном тржишту комерцијалних свемирских лансирања са 112 успешних лансирања до 2021. Наследница лансирне ракете, Аријане 6, је у развоју и предвиђен је њен улаз у употребу крајем 2022.